# Путовања и друга путовања
Путовања и друга путовања (итал. Viaggi e altri viaggi) , документарна литература је писца Антонија Табукија (итал. Antonio Tabucchi Пиза 23.9.1943 – Лисабон, 25.3.2012), италијанског књижевника и професора португалске књижевности и језика. Књига је написана 2010. године. На српски језик је преведена 2012. године у издању Паидеие.

## О делу
Текстови Антониа Табука настали су током дугог низа година у најразличитијим приликама, али без манере да буду преточени у путописну литературу. Били су тако расути као мала острва док нису сакупљени у једну целину. Може да се каже да су сакупљни попут градње неког јединственог пловила. Писац је много путовао, посетио многа места и живео у многим другим изван овога. Може се рећи и да су ови текстови попут мозаикаједног великог путовања.
Аутор је путовао од Индије до Бразила, од Мексика до Италије, Грчке до Португала. На путовању не откривамо само неко место које први пут посећујемо, него ј ту и одлазак, боравак, напуштање. Посматрамо тада свет око себе, повезујемо са особама и другим местима. Путовања су и људи, куће, књиге, приче.